# لاستنیا
لاستنیا مانتینیکی (یونانی: Λασθένεια Μαντινική) فیلسوف و از شاگردان دختر افلاطون بود.
او در شهر باستانی مانتینیا در آرکادیا، و در شبه‌جزیره پلوپونز به‌دنیا آمد. لاستنیا در آکادمی افلاطون با لباس مردانه تحصیل حاضر می‌شد. پس از مرگ افلاطون، تحصیلات خود را نزد اسپئوسیپس، برادرزاده افلاطون ادامه داد. گفتاسپئوسیپوس می‌شود که او با اسپئوسیپوس نیز رابطه داشته ست.
در بخشی از یک نسخه پاپیروسی از اوکسیرینخوس به زنی ناشناس اشاره می‌کند که زیر نظر افلاطون، اسپئوسیپوس، و مندموس ارتریا تحصیل کرده است. در بخشی از این نسخه آمده است که «او در نوجوانی دوست‌داشتنی و سرشار از زیبایی بود». این زن احتمالا لاستنیا یا آکسیوتئا است.